# Diomede Panici
Diomede Panici (* 18. Februar 1841 in Ameseno, Italien; † 6. August 1909 in Rom) war ein italienischer Geistlicher und Kurienerzbischof der römisch-katholischen Kirche.

## Leben
Diomede Panici empfing am 18. Januar 1865 das Sakrament der Priesterweihe.
Papst Leo XIII. bestellte ihn am 2. Oktober 1896 zum Sekretär der Heiligen Ritenkongregation. Am 19. April 1900 ernannte ihn Leo XIII. zum Titularerzbischof von Laodicea in Phrygia. Der Präfekt der Studien-Kongregation, Francesco di Paola Kardinal Satolli, spendete ihm am 1. Mai desselben Jahres die Bischofsweihe; Mitkonsekratoren waren der beigeordnete Sekretär der Konsistorialkongregation, Kurienerzbischof Edmund Stonor, und der emeritierte Bischof von Montalcino, Amilcare Tonietti.